# Tang Bik Wan
Tang Bik Wan (邓碧云) (27 de septiembre de 1924 † 25 de marzo de 1991, cuyo nombre verdadero era Tang Siew Foo), fue una cantante de ópera y actriz china,  nacida en Sanshui, Guangdong.

## Biografía
Tang Bik Wan cuando tenía unos 13 años de edad, se unió a una academia de ópera cantonesa. Ella fue discípula de unos pocos maestros de ópera cantonesa y pronto se convirtió en una  actriz  cuando tenía unos 15 años. Ella tenía mucho talento, casi podría interpretar algún personaje en ópera, de ahí le valió el apodo de la multi-role actriz. Durante la guerra civil, se fue a Guangzhou, y más adelante a Hong Kong.

## Carrera
Tang, después de instalarse en Hong Kong, se convirtió en una famosa actriz de cine e interpretó a varios personajes en películas desde la década de los años 50, ella ha ganado la aclamación de muchos espectadores por sus actuaciones versátiles. Tang y siete grandes actrices de ópera, se convirtieron en las denominadas hermanas juradas. En las que pasaron a ser apodadas como las "Ocho Peonías". Tang fue la peonía azul y hasta 1967, actuó en más de 250 películas.
En 1968, Tang decidió trabajar como actriz de televisión, actuando en las cadenas telñevisivas como Rediffusion, ATV y TVB. 

## Su muerte
Tang Bik Wan, una reconocida actriz de múltiples talentos, falleció de un mal de funcionamiento en el hígado, el 25 de marzo de 1991. Su familia en su nombre ha donado a diversas organizaciones de caridad en Hong Kong. Gracias a esas donaciones ha fundado una guardería y un antiguo centro al servicio a la comunidad que lleva su nombre.